# Mumtaz Mahal

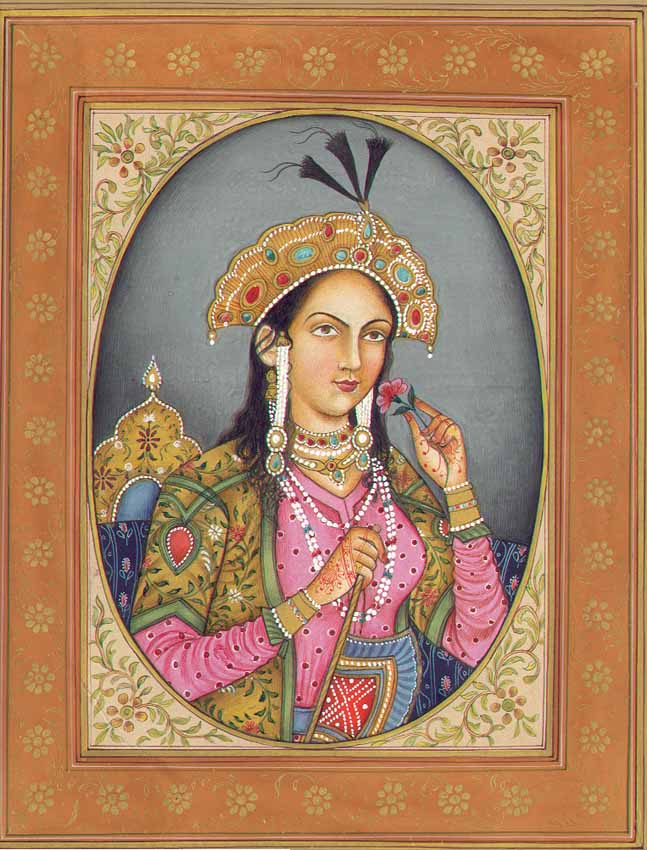
Miniatuurportret van Mumtaz Mahal

Mumtaz Mahal (oorspronkelijke naam: Arjumand Bano Began; Agra, april 1593 - 17 juni 1631) was de vrouw van Shah Jahan (1592-1666) en de moeder van diens opvolger Aurangzeb (1618-1707). Beide mannen waren heerser over het Mogolrijk in India. Na haar dood bouwde Shah Jahan ter nagedachtenis aan  zijn grote liefde het mausoleum Taj Mahal.
Mumtaz Mahal was de dochter van de Perzische edelman Asaf Khan († 1641). In 1607, op haar veertiende, verloofde ze zich in Lahore met de iets oudere prins Khurram, de latere grootmogol Shah Jahan. Het huwelijk vond pas vijf jaar later plaats, op 10 mei 1612. Na haar huwelijk kreeg ze de naam Mumtaz Mahal, wat parel van het paleis betekent. 
Ze was Sjah Jahans tweede vrouw. Shah Jahan was in 1610 al getrouwd met een nakomelinge van Ismail I, de stichter van de Safawiden-dynastie in Perzië, en sloot in 1617 nog een derde huwelijk. Bij de twee andere vrouwen verwekte hij slechts één kind bij elk; bij Mumtaz Mahal liefst veertien. 
De kroniekschrijver van het hof, Muhammed Amin Qazwini, beschreef de liefde tussen Shah Jahan en Mumtaz Mahal in ongewoon openhartige bewoordingen:

De wederzijdse genegenheid en harmonie tussen de twee bereikte een niveau dat nooit eerder gezien was tussen een man en vrouw uit de heersende klasse, of onder andere mensen. En dit was niet uitsluitend seksuele passie: de uitstekende kwaliteiten, aangename manieren, uiterlijke en innerlijke deugden, en de fysieke en geestelijke verenigbaarheid aan beide kanten gaven het paar een grote liefde en genegenheid, en zeer grote affiniteit en vertrouwdheid.

Ondanks haar voortdurende zwangerschappen begeleidde Mumtaz Mahal haar echtgenoot op al zijn reizen. Bij de geboorte van haar veertiende kind, het meisje Gauharara, overleed ze vlak na de geboorte. Volgens de overlevering beloofde Shah Jahan zijn vrouw op haar sterfbed dat hij geen kinderen meer zou verwekken, en dat hij het mooiste paleis in de wereld zou bouwen ter nagedachtenis aan haar. Aan haar mausoleum in Agra werd zeventien jaar gewerkt. De Taj Mahal staat bekend als 's werelds mooiste gebouw dat uit liefde tot stand kwam.